# Avani Lekhara
Avani Lekhara, née le 8 novembre 2001, est une tireuse handisport indienne, championne paralympique en tir à la carabine à 10 m air comprimé debout SH1 et médaillée de bronze du tir à la carabine à 50 m 3 positions SH1 lors des Jeux paralympiques d'été de 2020.
Grâce à ces deux médailles, elle devient la première athlète indienne féminine à remporter plusieurs médailles lors d'une seule édition des Jeux paralympiques.

## Jeunesse
Victime d'un accident de la circulation en 2012 à l'âge de 11 ans, sa colonne vertébrale est touchée et Avani Lekhara devient paralysée en dessous de la taille. Elle débute le tir sportif en 2012, inspirée par l'ancien champion olympique Abhinav Bindra.

## Carrière
Aux Jeux paralympiques d'été de 2020, elle est sacrée championne paralympique du tir à la carabine à 10 m air comprimé debout SH1 avec un nouveau record paralympique de 249,6 points. Elle devient la première tireuse Indienne à remporter l'or aux Jeux mais aussi la première athlète indienne tous sports confondus à remporter l'or en individuel. Trois jours plus tard, elle remporte le bronze au tir à la carabine 50 m 3 positions SH1.

## Palmarès

### Jeux paralympiques
- médaille d'or au tir à la carabine à 10 m air comprimé debout SH1 aux Jeux paralympiques de 2020 à Tokyo
- médaille d'or au tir à la carabine à 10 m air comprimé debout SH1 aux Jeux paralympiques de 2024 à Paris
- médaille de bronze au tir à la carabine à 50 m 3 positions SH1 aux Jeux paralympiques de 2020 à Tokyo